# ميلي الجديدة كليا (فلم)
ميلي الجديدة كليًا (بالإنجليزية: Thoroughly Modern Millie) هو فيلم موسيقي تم إنتاجه في الولايات المتحدة وصدر في سنة 1967.

## بطولة
- جولي آندروز
- ماري تايلر مور
- كارول تشانينج

### ترشيحات وجوائز
| السنة | الحدث  | الفئة               | النتيجة  |
| ----- | ------ | ------------------- | -------- |
|       | أوسكار | أفضل موسيقى تصويرية | فـــــوز |

## الميزانية والإيرادات
بلغت تكلفة إنتاج الفيلم حوالي 6 ملايين دولار بينما حقق أرباحا تقدر بـ 34,335,025 (A),40,000,000 (Worldwide) دولار.

## وصلات خارجية
- ميلي الجديدة كليا على موقع IMDb (الإنجليزية)
- ميلي الجديدة كليا على موقع الموسوعة البريطانية (الإنجليزية)
- ميلي الجديدة كليا على موقع روتن توميتوز (الإنجليزية)
- ميلي الجديدة كليا على موقع نتفليكس (الإنجليزية)
- ميلي الجديدة كليا على موقع ألو سيني (الفرنسية)
- ميلي الجديدة كليا على موقع Turner Classic Movies (الإنجليزية)
- ميلي الجديدة كليا على موقع أول موفي (الإنجليزية)
- ميلي الجديدة كليا على موقع فيلمافينيتي (الإسبانية)
- ميلي الجديدة كليا على موقع قاعدة بيانات الأفلام السويدية (السويدية)
- ميلي الجديدة كليا على موقع قاعدة بيانات الفيلم (الإنجليزية)

1. ↑  وصلة مرجع: https://www.oscars.org/oscars/ceremonies/1968.
2. ↑  وصلة مرجع: http://www.imdb.com/title/tt0062362/. الوصول: 4 مايو 2016.
3. ↑  وصلة مرجع: http://www.the-numbers.com/movie/Thoroughly-Modern-Millie. الوصول: 4 مايو 2016.
4. ↑  وصلة مرجع: http://www.filmaffinity.com/en/film113532.html. الوصول: 4 مايو 2016.